# Chiesa di San Defendente (Cassinelle)
La chiesa di San Defendente è la parrocchiale di Cassinelle, in provincia di Alessandria e diocesi di Acqui.
Già santuario della Madonna di Loreto, è parrocchiale dagli anni sessanta del novecento a seguito dell'abbandono della vecchia chiesa di Santa Margherita, Santa a cui è ancora intitolata la Parrocchia.
La chiesa conserva all'interno alcuni altari in marmo intarsiato e soprattutto, sulla navata destra sopra l'urna di San Defendente, un ciborio in legno lavorato a foggia di tempio,adorno di sculture e statuette del tardo cinquecento attribuito al Ceretti, e proveniente dalla vecchia parrocchiale. 
Il sottarco della volta destra prossima al presbiterio (rialzato di due gradini) presenta una ricca decorazione a stucco. L'altare maggiore è costituito da un'imponente macchina, sovrastata al centro dalla figura del Dio Padre e da un epistilio spezzato su cui si appoggiano due angeli. La nicchia centrale racchiude la Madonna nera di Loreto. 
Al termine della navata destra, in un'urna vitrea, si trovano le reliquie di San Defendente.

## Storia
Secondo una leggenda, nel 1742 il Capitano dell’esercito Giuseppe Maria Scaiola, originario di Cassinelle, decise di donare al suo paese natale le reliquie di San Defendente, che riposavano nel cimitero dei santi Felice ed Adautto nelle catacombe di Caracalla a Roma. Il corpo del Santo, depositato in un’urna fu trasportato da Roma al porto di Genova Voltri con la nave, da dove poi fu trasportato a Cassinelle via terra. Secondo una leggenda tramandata dagli anziani, i “camalli” (portatori) incaricati del trasporto da Voltri a Cassinelle, lungo il tragitto vennero trattenuti dai cittadini molaresi, che volevano le reliquie del Santo nella loro Chiesa. L’urna, però, prima di entrare nella Chiesa di Molare si appesantì a tal punto che non fu più possibile trasportarla. Le persone presenti colsero il segno divino e si impaurirono, indicando ai portatori la strada giusta